# Martin Čater
Pour les articles homonymes, voir Čater.
Martin Čater, né le 20 décembre 1992 à Celje, est un skieur alpin slovène. Spécialiste des épreuves de vitesse, il gagne la descente de Val d'Isère en Coupe du monde lors de la saison 2020-2021.

## Biographie

### Carrière sportive
Membre du club de Celje, il prend part à ses premières compétitions régies par la FIS en 2008, puis dispute le Festival olympique de la jeunesse européenne en 2009 à Szczyrk, où il finit sixième du slalom et dixième du slalom géant. Dans les Championnats du monde junior, il cumule quatre participations de 2010 à 2013, pour un meilleur résultat de onzième du super G en 2010. En janvier 2011, il est au départ de sa première manche de Coupe d'Europe à Wengen (28e), puis à la Coupe du monde en 2013 à Kranjska Gora, marquant ses premiers points lors de la saison 2013-2014 à la descente de Wengen (30e). Frustré de ne pas avoir été intégré dans l'équipe pour les Jeux olympiques de Sotchi, il se retrouve en difficulté financière ne recevant plus d'autant d'aide qu'auparavant. Au bord de prendre sa retraite sportive, il met l'accent sur les disciplines de vitesse.
Il parvient à se classer deux fois dans les dix premiers en début d'année 2017 en combiné alpin à Wengen, puis en super G à Kvitfjell. La Lauberhorn à Wengen est sa piste préférée, en témoigne ses quatre top dix entre 2019 et 2022. 
Le 13 décembre 2020, il s'impose à la surprise générale sur la première descente de Coupe du monde de l'hiver à Val d'Isère, devant Otmar Striedinger, alors que son meilleur résultat dans la discipline était huitième jusque là. Parti avec le dossard 41, il a notamment bénéficié de meilleures conditions de visibilité et de neige. Il est ainsi devenu le troisième vainqueur slovène d'une descente en Coupe du monde après Andrej Jerman et Bostjan Kline.
Il participe aux Championnats du monde en 2015 pour la première fois. En 2017, il est 13e du combiné, en 2019 à Åre, il se classe aussi 13e en super G, ce qui constitue ses meilleurs résultat en mondial et en 2021. À noter que lors des Championnats du monde 2019, il se blesse au genou gauche à un entraînement de descente, se rompant notamment le ligament croisé antérieur ce qui a mis fin à sa saison.
Aux Jeux olympiques d'hiver de 2018, à Pyeongchang, il termine la descente et se classe 19e, tandis que ses trois autres courses s'aboutissent par un abandon. Sélectionné pour les Jeux olympiques d'hiver de 2022, il est testé positif au virus de la covid-19 avant de s'envoler pour la Chine et doit alors déclarer forfait pour la compétition.

### En dehors du ski
Il est en couple avec la joueuse de tennis Barbara Volk et devient père en 2020.

## Palmarès

### Jeux olympiques
| Édition / Épreuve   | Descente | Super G | Combiné | Slalom géant |
| ------------------- | -------- | ------- | ------- | ------------ |
| JO 2018 Pyeongchang | 19e      | Abandon | Abandon | Abandon      |

### Championnats du monde
| Épreuve / Édition | Vail - Beaver Creek 2015 | Saint-Moritz 2017 | Åre 2019 | Cortina d'Ampezzo 2021 |
| Descente          | 25e                      |                   |          |                        |
| Super G           | 29e                      | 17e               | 13e      | 25e                    |
| Slalom géant      |                          | Abandon           |          |                        |
| Super combiné     | 20e                      | 13e               |          | Abandon                |

### Coupe du monde
- Meilleur classement général : 52e en 2018.
- 1 podium en individuel : 1 victoire.

#### Détail de la victoire
| Saison / Épreuve | Descente    | Total |
| 2020-2021        | Val d'Isère | 1     |
| Total            | 1           | 1     |

#### Classements en Coupe du monde
| Année     | Classement général final | Classement en descente | Classement en super G | Classement en combiné |
| 2013-2014 | 145e                     | 55e                    |                       | 40e                   |
| 2014-2015 | 137e                     |                        |                       | 30e                   |
| 2015-2016 | 112e                     |                        | 39e                   | 36e                   |
| 2016-2017 | 67e                      | 46e                    | 26e                   | 12e                   |
| 2017-2018 | 52e                      | 24e                    | 29e                   | 13e                   |
| 2018-2019 | 66e                      | 27e                    | 33e                   | 20e                   |
| 2019-2020 | 75e                      | 50e                    | 36e                   | 20e                   |
| 2020-2021 | 65e                      | 17e                    | 49e                   | -                     |

### Championnats de Slovénie
- Champion de super en 2016 et 2017.
- Champion de descente en 2017.
- Champion de slalom géant en 2016.